# Ptyelus lineolus
Ptyelus lineolus är en insektsart som beskrevs av Xavier Montrouzier 1861. Ptyelus lineolus ingår i släktet Ptyelus och familjen spottstritar. Inga underarter finns listade i Catalogue of Life.